# Brushite
La brushite est un minéral de formule CaHPO4.2H2O, dit "phosphate dicalcique hydraté" ou "Phosphate hydraté naturel de calcium". Il est possible qu'elle soit le précurseur de l'apatite. On la trouve dans les grottes riches en guano. Elle se forme par interaction du guano avec de la calcite et de l'argile en pH bas (acide). Elle forme des cristaux prismatiques avec une structure cristalline monosynclinale.
La brushite est le matériau de précipitation originel pour les  calculs rénaux de phosphate de calcium .
Elle entre dans la composition de la rivière de lait de lune de 150 m de long (contenant également de la calcite et du quartz) découverte en 2004 dans une grotte du mont Hernio ou mont Ernio, dans la communauté autonome du Pays basque dans la province du Guipuscoa, Espagne.

## Historique de la description et appellations

### Inventeur et étymologie
Elle a été décrite pour la première fois en 1865, et nommée en l'honneur du minéralogiste américain de l'université Yale George Jarvis Brush (en) (1831-1912).

### Topotype
Le gisement topotype se trouve sur la Isla de Aves, dans l'État de Nueva Esparta, Venezuela.

### Synonymes
L'épiglaubite, la métabrushite et la stoffertite sont des synonymes de la brushite.